# Voliéra (album)
Voliéra (1996 v Japonsku jako Bird Cage; 1997 v Česku) je experimentální album Dagmar Andrtové-Voňkové a Radima Hladíka. Česká verze se mírně liší od japonské a obsahuje devět skladeb.

## Seznam skladeb
1. Než - 1:08
2. Hody - 5:38
3. Warum noch singen - 6:15
4. Voliéra - 8:47
5. Rok na vsi - 4:41
6. Poslední večeře - 5:48
7. Živá voda - 6:28
8. Oknem ven - 9:07
9. Pak - 1:31

## Nahráli
- Dagmar Andrtová-Voňková – zpěv a kytara, houslový smyčec (4), housle (8)
- Radim Hladík - sólová kytara (8), doprovodná kytara (2,5,6,7)